# Эллери Куин, мастерский детектив
«Эллери Куин, мастерский детектив» (англ. Ellery Queen, Master Detective) — детективный фильм с элементами комедии режиссёра Курта Ноймана, который вышел на экраны в 1940 году.
Это первый из семи фильмов сериала студии Columbia Pictures 1940—1943 годов об авторе детективов и сыщике-любителе Эллери Куине. В основу фильма положен роман Эллери Куина (коллективный псевдоним писателей Фредерика Даннэя и Манфреда Ли) «Дверь между», впервые опубликованный в 1936 году. В первых четырёх фильмах сериала роль Эллери Куина сыграл Ральф Беллами, а в последних трёх — Уильям Гарган.
В этом фильме богатый владелец сети спортивных центров Джон Браун (Фред Нибло) неожиданно узнаёт от своего врача, доктора Роджерса (Майкл Уэйлен), что смертельно болен. Джон решает продать бизнес и всё своё имущество, оставив наследство жене. Дочери Барбаре (Марша Хант) он не оставляет ничего из-за её желания выйти замуж за Роджерса. После того, как Барбара убегает из дома, за её поиски берётся инспектор нью-йоркской полиции Ричард Куин (Чарли Грейпвин), и независимо от него, его сын, автор детективов Эллери Куин (Ральф Беллами). Эллери находит писательницу Никки Портер (Маргарет Линдси), и, ошибочно приняв её за Барбару, привозит в дом Браунов. Оказавшись запертой в приёмной Джона, Никки вскоре обнаруживает в кабинете его труп с перерезанным горлом, при этом орудие преступления отсутствует. Когда подозрение полиции падает на Никки, Эллери вынужден спрятать её в квартире, где проживает вместе с отцом. После серии приключений Эллери выясняет, что орудие убийства и последний вариант завещания Джона выкрал ворон управляющего домом. Когда после аутопсии выясняется, что Джон был совершенно здоров, Эллери догадывается, что тот совершил самоубийство под влиянием того, что Роджерс уверил его в скорой смерти, надеясь после этого жениться на Барбаре и завладеть всем имуществом семьи Браунов.
Критики в основном негативно оценивают фильм из-за слабого сценария, не раскрывающего в нужном объёме ход криминального расследования, а также слабой постановки, в которой ненужные комедийные сцены губят сильное детективное содержание первоисточника. При этом с положительной стороны отмечена игра Ральфа Беллами в роли Эллери Куина и особенно Маргарет Линдси в роли Никки Портер.

## Сюжет
Основателю и владельцу сети спортивных центров, миллионеру Джону Брауну (Фред Нибло) трое опытных специалистов, которых собрал его лечащий врач Джеймс Роджерс (Майкл Уэйлен), сообщают, что он неизлечимо болен и ему осталось жить не более двух месяцев. Джон запрещает дочери Барбаре (Марша Хант) выходить замуж за Роджерса, после чего она сбегает из дома к своей подруге, начинающей детективной писательнице Никки Портер (Маргарет Линдси). Для поисков своей пропавшей дочери миссис Браун (Энн Шумейкер) обращается к инспектору полиции Нью-Йорка Ричарду Куину (Чарли Грейпвин). Находясь в приёмной кабинета отца, его сын, популярный автор детективов Эллери Куин (Ральф Беллами), случайно слышит историю об исчезновении Барбары, решая разыскать пропавшую девушку и создать на основе поисков сюжет для нового произведения. По адресу, который он получает от миссис Браун, Эллери приходит домой к Никки, которая встречает его в дверях. Приняв Никки за Барбару, Эллери сажает её в машину и отвозит в усадьбу Браунов. В доме Эллери теряет Никки из виду, которая оказывается в приёмной Брауна. В этот момент в своём кабинете Джон объявляет своим ближайшим родственникам и партнёрам, что скоро умрёт. К неудовольствию собравшихся он намерен продать свой бизнес, а также сообщает, что изменил своё завещание, и теперь всё своё наследство он оставляет жене. Вернувшись в офис своего отца, чтобы торжествующе объявить, что он нашел и вернул в дом пропавшую Барбару, Эллери видит там настоящую Барбару и её жениха. Осознав свою ошибку, Эллери возвращается в поместье.
Тем временем, оставшись в одиночестве после совещания, Браун запирает дверь из приёмной в коридор, после чего возвращается в свой кабинет. Когда всё стихает, Никки заходит в кабинет Брауна, где обнаруживает его труп с перерезанным горлом. При этом орудие убийства отсутствует, а на единственном окне в кабинете установлена решётка. Появляется Эллери, который не верит в то, что Никки могла совершить убийство. Он незаметно выводит её из дома и помогает скрыться, пряча в квартире отца. Вскоре после этого в дом Брауна прибывают инспектор Куин и полиция, и когда медсестра Брауна даёт показания, что видела Никки в доме, Никки становится главной подозреваемой в убийстве. Дома, чтобы скрыть личность Никки от своего отца, Эллери выдаёт её за новую домработницу. Тем временем в морге, где должно проводиться вскрытие, кто-то подменяет тело Брауна манекеном. Эллери возвращается в поместье Браунов, где находит тело убитого, которое спрятано кем-то в шкафу. Однако как только труп погружают в медицинский автомобиль, машину кто-то угоняет. Эллери снова берётся за поиски. Вместе с Никки он приходит в кабинет Брауна, где на полке шкафа находит перо ворона. Проследив, как птица могла выбраться через оконную решетку, Эллери замечает на соседнем дереве тайник ворона, где находит пропавшее завещание Брауна и нож для вскрытия писем, ставший орудием преступления. Эллери заключает, что ворон управляющего имением Амоса (Байрон Фолджер), привлеченный блестящим металлом ножа, пролетел сквозь решетку открытого окна, забрал нож и завещание, и перенёс их в своё укрытие.
Тем временем, к дому подъезжает угнанный медицинский автомобиль. Заметив Никки, которая прячется в кустах, преступник похищает её. Эллери и полиция бросаются за ним в погоню. Вскоре Эллери обнаруживает Никки на дороге. Когда он выходит, преступник садится в его машину и продолжает побег. Однако инспектор Куин на полицейской машине догоняет его и выталкивает с дороги. В результате аварии убийца погибает, им оказывается Роджерс. Вскрытие показывает, что Браун был совершенно здоров, после чего Эллери заключает, что Роджерс намеренно поставил Брауну ложный диагноз. Он также подменил рентгеновские снимки, предоставленные другим врачам, чтобы подтолкнуть Брауна к самоубийству, а затем жениться на Барбаре и унаследовать семейное состояние. Раскрыв дело, Эллери предлагает Никки стать его секретаршей, и хотя она, похоже, рассчитывала на большее, она с радостью соглашается.

## В ролях
- Ральф Беллами — Эллери Куин
- Маргарет Линдси — Никки Портер
- Чарли Грейпвин — инспектор Куинн
- Джеймс Бёрк — сержант Вили
- Майкл Уэйлен — доктор Джеймс Роджерс
- Марша Хант — Барбара Браун
- Фред Нибло — Джон Браун
- Чарльз Лейн — доктор Проути
- Энн Шумейкер — Лидия Браун
- Мэрион Мартин — Корнелия
- Дуглас Фаули — Рокки Тейлор
- Морган Уоллес — Закари
- Байрон Фолджер — Амос
- Кэтрин Демилль — Вэлери Норрис

## История создания фильма
К моменту появления этого фильма Эллери Куин был уже широко известен как литературный персонаж, герой детективных романов Фредерика Даннэя и Манфреда Ли, которые писали под псевдонимом Эллери Куин. Как написал кинокритик «Нью-Йорк Таймс» Босли Краузер, этот «фильм является частью запланированного киносериала об уже знакомом сыщике Эллери Куине. Куин, как один из наших самых грамотных следователей, как в книгах, так и на радио, не сильно изменился» и на экране. «Сам писатель-детектив, его отец, грозный инспектор Куин и некоторые другие известные персонажи романов были осторожно и бережно были перенесены в новейшую среду кино».
Это первый из семи фильмов студии Columbia Pictures в серии об Эллери Куине, которые вышли в прокат в 1940—1942 годах. В основу данного фильма положен роман Эллери Куина «Дверь между», впервые опубликованный в журнале Cosmopolitan в 1936 году и изданный отдельной книгой год спустя.
Но это не первый фильм об Эллери Куине. До этого на студии Republic Pictures уже выходили картины «Тайна испанского мыса» (1935) с Дональдом Куком в роли Эллери Куина и «Тайна мандарина» (1936), где сыщика сыграл Эдди Куиллан. Беллами снялся в роли Куина в общей сложности в четырёх фильмах. В 1942 году роль Эллери Куина взял на себя Уильям Гарган, который сыграл её ещё в трёх фильмах студии Columbia Pictures.
Во всех семи фильмах Columbia сыграли Чарли Грейпвин в роли отца Эллери, инспектора Ричарда Куина, Маргарет Линдси в роли Никки Портер и Джеймс Берк в роли недалекого помощника инспектора Куина. Это единственная режиссёрская работа Курта Ноймана в серии об Эллери Куине. Все остальные фильмы поставил режиссёр Джеймс Хоган .
Рабочее название этого фильма — «Тело Джона Брауна» (англ.  John Braun's Body).
Фильм находился в производстве с 16 сентября по 2 октября 1940 года. Премьера фильма состоялась 30 ноября 1940 года.
Согласно контракту с Даннэем и Ли, Columbia имела право адаптировать и использовать любой элемент опубликованных произведений Эллери Куина. Воспользовавшись этим правом, студия выпустила отдельными книгами новеллизации каждого из первых трёх фильмов серии. Так появились книги «Эллери Куин, мастер детектива» (1941), «Тайна пентхауса» (1941) и «Идеальное преступление» (1942) . В мае 1968 года новеллизация фильма «Эллери Куин, мастер детектива» была переиздана в мягкой обложке под названием «Исчезающий труп».

## Сравнение сюжетов книги и фильма
В основу фильма поставлен роман Эллери Куина «Дверь между» (1937), и, как отметил историк кино Джин Блоттенр, «основные сюжетные ходы в романе и в фильме совпадают». Но есть и различия. В частности, в романе жертвой является женщина, известная писательница Карен Лайт, которая собирается вступить к брак со знаменитым специалистом по раку, доктором Макклюром. Её труп с перерезанным горлом обнаруживает не Никки Портер, которой нет в романе, а дочь Макклюра Ева, которая обручена с молодым врачом доктором Скоттом, и её обвиняют в убийстве. За Еву вступается молодой частный детектив, а не Эллери Куин, который появляется позже, и, как и в фильме, доказывает, что смерть была самоубийством и что птица вынесла орудие самоубийства из закрытой комнаты через зарешеченное окно. Так как Карен Лейт в молодом возрасте провела много лет в Японии, Эллери догадывается, что преступление связано с её прошлым. В финале Эллери приходит к выводу, что врач убедил жертву в том, что жить ей осталось недолго, после чего она решает покончить с собой.
Как пишет киновед Рон Беккер, «легко заметить, что в романе и в фильме совершенно разные подозреваемые» и «причины, лежащие в основе смертей Джона Брауна и Карен Лейт, совершенно разные». По словам Беккера, хотя «сценаристы создали совершенно новый сюжет для фильма, позаимствовав обстановку, в которой произошло убийство, способ убийства и его раскрытие прямо из книги. Подозреваемыми в обоих случаях оказались девушки, обнаруженные непосредственно от места самоубийства, которое произошло в помещении, в которое никто не входил и никто не выходил». Как полагает критик, «аспекты убийства в запертой комнате в книге описаны лучше, чем в фильме, поскольку все потенциальные возможности совершения преступления рассмотрены очень подробно. Но в итоге, как и в фильме, Лейт на самом деле покончила с собой, хотя к этому её подтолкнул фальшивый диагноз рака, который поставил её жених, доктор Макклюр».
Беккер считает, что «книга доставляет больше удовольствия, потому что в ней нет Никки Портер и ее комедийных выходок, а основной сюжет романа, включающий интригу, связанную с Японией, и сестру, запертую на долгие годы на чердаке в комнате Карен, интереснее, чем злой старик из фильма, решивший покончить с собой». Тем не менее, Беккер высоко оценил усилия сценаристов, которые «смогли выделить убийство и развязку из одной истории и органично вставить их в совершенно другую историю. Жаль, что сценаристы решили не использовать большую часть сюжета романа в фильме, что, вероятно, сделало бы фильм более качественным».

## Оценка фильма критикой
После выхода картины критик «Нью-Йорк Таймс» Босли Краузер, отметив «несколько неожиданную концовку», тем не менее заключил, что «история развивается слишком медленно, чтобы вызвать устойчивый интерес». По мнению критика, Ральф Беллами, Чарльз Грейпвин и Маргарет Линдси умело справляются с основными ролями. Тем не менее, в качестве первой в серии картин о знаменитом детективе «фильм не предвещает ничего хорошего». Журнал Variety в своей рецензии от 25 декабря 1940 году назвал картину «слабым дебютом в кино для хорошо известного детектива из романов и радиопрограмм». Кинокритики Джей Роберт Нэш и Стэнли Ральф Росс в книге «Путеводитель по кино» 1985 года заключили, что этот фильм стал «плохим началом для плохого сериала, за исключением вдохновляющего момента знакомства Беллами с Линдси, которая обещает стать его секретаршей».
По мнению Беккера, «детективные истории об убийствах в запертой комнате интересны по своей сути, но сценарий не использует этот элемент в своих интересах. Детали преступления мало обсуждаются, а различные возможные варианты решения проблемы запертой комнаты мало изучены». Как далее пишет Беккер, «временами на протяжении фильма кажется, что детективная составляющая полностью утеряна, что станет хронической проблемой всего сериала Columbia». Фильм уделяет очень мало внимания детективному расследованию и разработке подозреваемых, за исключением Никки, и, кроме того, «зрителю не дается никаких подсказок, которые могли бы помочь ему раскрыть тайну». В целом же, как полагает Беккер, этот фильм «со своим неубедительным сюжетом и большим количеством второстепенного отвлекающего материала стал бесперспективным началом для новой серии детективных фильмов».
Блоттнер заключил, что у фильма «не очень хорошо написанный сценарий», в котором «слишком много сюжетных дыр». Что касается актёров, что «Ральф Беллами просто хорош в роли Эллери Куина, не более того». А вот «энергичная игра Маргарет Линдси придает фильму искру, но этого оказывается недостаточно, чтобы спасти его. Слишком много глупой „комедии“ портит этот фильм». По мнению современного критика Дерека Уиннерта, это «увлекательный криминальный триллер… с первоклассным актёрским составом. Беллами играет отлично, а сам детектив, постановка и производство на похвально высоком уровне. Фильм короткий и динамичный, с живой и лёгкой режиссурой Ноймана».